# バツ語
バツ語（バツご）（バツビ語、ツォヴァ・トゥシ語とも）は、グルジアの少数民族バツ人によって話される言語。系統的には北東コーカサス語族（ナフ・ダゲスタン語族）のナフ語派（Nakh）に属する。1975年の時点では2,500人～3,000人の話者が存在していた。
バツ人は文章語としてはグルジア語を用いているため、バツ語は文字を持たない音声のみの言語である。